# Leonard Samborski
Leonard Samborski (ur. 6 listopada 1885 w Warszawie) – pułkownik piechoty Wojska Polskiego. 

## Życiorys
Urodził się 6 listopada 1885 w Warszawie, w rodzinie Wincentego.
Służył w 26 Mohylewskim Pułku Piechoty w Woroneżu, który wchodził w skład 7 Dywizji Piechoty. W lipcu 1914, w czasie mobilizacji, został przeniesiony do 234 Boguczarskiego Pułku Piechoty (ros. Богучарский 234-й пехотный полк) należącego do 59 Dywizji Piechoty. W szeregach tego pułku walczył podczas I wojny światowej, awansując na kapitana.
8 grudnia 1918 został przyjęty do Wojska Polskiego z byłych Korpusów Wschodnich i byłej armii rosyjskiej, z zatwierdzeniem posiadanego stopnia majora ze starszeństwem z 7 listopada 1918 i przydzielony do Szkoły Oficerskiej w Dęblinie. 15 lipca 1920 został zatwierdzony z dniem 1 kwietnia 1920 w stopniu majora, w piechocie, w grupie oficerów byłych Korpusów Wschodnich i byłej armii rosyjskiej. Pełnił wówczas służbę w 1 Pułku Strzelców Granicznych.
We wrześniu 1920 został przeniesiony do 11 Pułku Piechoty w Tarnowskich Górach na stanowisko dowódcy III batalionu. Po zakończeniu działań wojennych i przejściu pułku na organizację pokojową został wyznaczony na stanowisko dowódcy batalionu sztabowego 11 pp. 3 maja 1922 został zweryfikowany w stopniu majora ze starszeństwem z 1 czerwca 1919 i 167. lokatą w korpusie oficerów piechoty, a 31 marca 1924 mianowany podpułkownikiem ze starszeństwem z 1 lipca 1923 i 69. lokatą w korpusie oficerów piechoty. W 1924 został przesunięty na stanowisko dowódcy III batalionu, detaszowanego w Dziedzicach. W maju 1925 został wyznaczony na stanowisko zastępcy dowódcy 11 pp. Od 28 września do 26 listopada 1927 był słuchaczem II unitarno-informacyjnego kursu dla podpułkowników i pułkowników, kandydatów na dowódców pułków, względnie dowódców pułków. W lipcu 1928 został mianowany dowódcą 11 pp. 24 grudnia 1929 został mianowany pułkownikiem ze starszeństwem z 1 stycznia 1930 i 4. lokatą w korpusie oficerów piechoty. W lipcu 1935 roku został zwolniony ze stanowiska z zachowaniem dotychczasowego dodatku służbowego. 2 sierpnia uroczyście przekazał obowiązki dowódcy pułku swemu następcy, ppłk. Henrykowi Gorgoniowi. Z dniem 30 listopada tego roku został przeniesiony w stan spoczynku.

## Ordery i odznaczenia
- Krzyż Oficerski Orderu Odrodzenia Polski – 11 listopada 1935 „za zasługi w służbie wojskowej”[20][21]
- Krzyż Walecznych dwukrotnie[22]
- Złoty Krzyż Zasługi – 10 listopada 1928[23][24]
- Order Świętego Stanisława 2 stopnia z mieczami dwukrotnie – 16 lutego 1916 16 stycznia 1917[3]
- Order Świętej Anny 3 stopnia z mieczami i kokardą[3]
- Order Świętej Anny 4 stopnia z napisem „Za odwagę”[3]